# Antilurga altatlas
Antilurga altatlas là một loài bướm đêm trong họ Geometridae.